# Omar Pène
Pour les articles homonymes, voir Pène.
 (septembre 2016).
Si vous disposez d'ouvrages ou d'articles de référence ou si vous connaissez des sites web de qualité traitant du thème abordé ici, merci de compléter l'article en donnant les références utiles à sa vérifiabilité et en les liant à la section « Notes et références ».
Omar Pène est un artiste musicien sénégalais né le 28 décembre 1955  à Dakar, engagé dans les luttes économiques et sociales de son pays.

## Biographie
Omar Pène est né dans la Médina, un quartier de Dakar, puis il vit à Pikine, une banlieue importante de la ville. Enfant, sa famille est divisée par la polygamie qui engendre parfois une iniquité parmi les enfants. Battu par sa marâtre, il s'enfuit à 13 ans de chez lui pour vivre dans la rue.
Il est musulman de la confrérie des Mourides. Leur philosophie est de placer le travail, l'honnêteté, la paix comme des valeurs essentielles dans leur pratique religieuse et dans le quotidien.
Aujourd'hui, c'est un chanteur engagé, qui dénonce la corruption, passe des messages auprès de la jeunesse. Il reprend le rôle des griots de son enfance mais a voulu adapter la musique traditionnelle à la jeunesse. Son style imprégné de Mbalax cool, sabar (percussions), world-jazz, etc. a profondément influencé la musique ouest africaine et il a internationalisé l'« Afro-feeling », un mélange de jazz, funk ou encore de musique afro-cubaine avec bien sûr les racines plongées dans la musique sénégalaise.
En 1972, Baïlo Diagne cherche un chanteur pour son groupe « Kadd Orchestra ».
En 1975 : le groupe « Kadd Orchestra » avec d'autres groupes sénégalais forment le groupe Super Diamono  (génération en wolof)
Pendant 9 ans, Omar Pène va collaborer avec Ismaël Lô.
En 1976, sa musique ainsi que la musique sénégalaise perce, avec l'effet de Youssou N'Dour qui fait connaître le Sénégal musical au niveau international. 
En 1989, il crée Afsud-Sénégal (l’Amical des Fans du Super Diamono) afin d'améliorer la vie des Sénégalais. À ses débuts, il était le chanteur favori des jeunes étudiants sénégalais. À présent, il touche toutes les générations dans le monde de la musique africaine.
Omar Pène est sacré « Meilleur musicien africain » aux États-Unis en 1998 par CFTV.

## Discographie du Super Diamono[1]

### Albums
- 1975 : Biita Baane
- 1975 : M'diaye Kandiourane
- 1976 : Le M'baxal
- 1977 : Yao Bale Ma
- 1977 : Adama Ndiaye
- 1977 : Saï Saï
- 1978 : Geedy Ndayan
- 1979 : Maral
- 1980 : Yaram
- 1981 : Mam Bamba
- 1981 : Ndaxami
- 1981 : Ndiouli
- 1982 : Casamance
- 1982 : Baol
- 1982 : Jigeenu Ndakarou
- 1983 : Gaïndé
- 1983 : Spécial Volume 1
- 1983 : Souf
- 1984 : Soumbédioune
- 1984 : Kermel
- 1984 : Jeanne d'Arc
- 1985 : Pastef
- 1985 : Confédération
- 1986 : Borom Darou
- 1986 : Mam
- 1987 : People avec la fameuse chanson Soweto
- 1988 : Cheikh Anta Diop
- 1989 : Adama Ndiaye
- 1990 : Lettres
- 1990 : Passeport
- 1991 : Nila
- 1992 : Etudiant
- 1993 : Saï Saï
- 1994 : Fari
- 1995 : 20 ans déjà
- 1996 : Direct from Dakar
- 1997 : Tiki-tiki
- 1997 : AFSUD
- 1998 : Nanga def
- 1999 : Derklé
- 2001 : 25 ans
- 2003 : Lamp
- 2003 : Diadieuf Karaapit
- 2005 : Myamba
- 2005 : 30 ans
- 2007 : Moom Tamit
- 2009 : Ndam
- 2011 : Ndayaane
- 2013 : Ada le choix des fans
- 2023: Thione L'Album

### Albums solo
- 2005 : Myamba[2] produit et réalisé par Olivier Bloch-Lainé avec le bassiste Laurent Verneney (Nougaro) et le guitariste Jean-Christophe Maillard (Daniel Mile).
- 2021 : Climat[3]

### Singles
- 1972 : Bita-bane
- 1987 : People avec en l'occurrence la participation de Tito Puentes

## Les concerts

### Concert Omar penecontre l'exil
Afin de lutter contre les « pirogues de la mort », un concert de sensibilisation pour la jeunesse sénégalaise et de protestation contre le désarroi qui les poussent à vouloir partir en Europe coûte que coûte. Des artistes rappeurs du Sénégal, de la Mauritanie, de la Guinée, du Burkina Faso sont invités car ils sont également concernés dans leur pays.

### 30 ans du «Super Diamono»

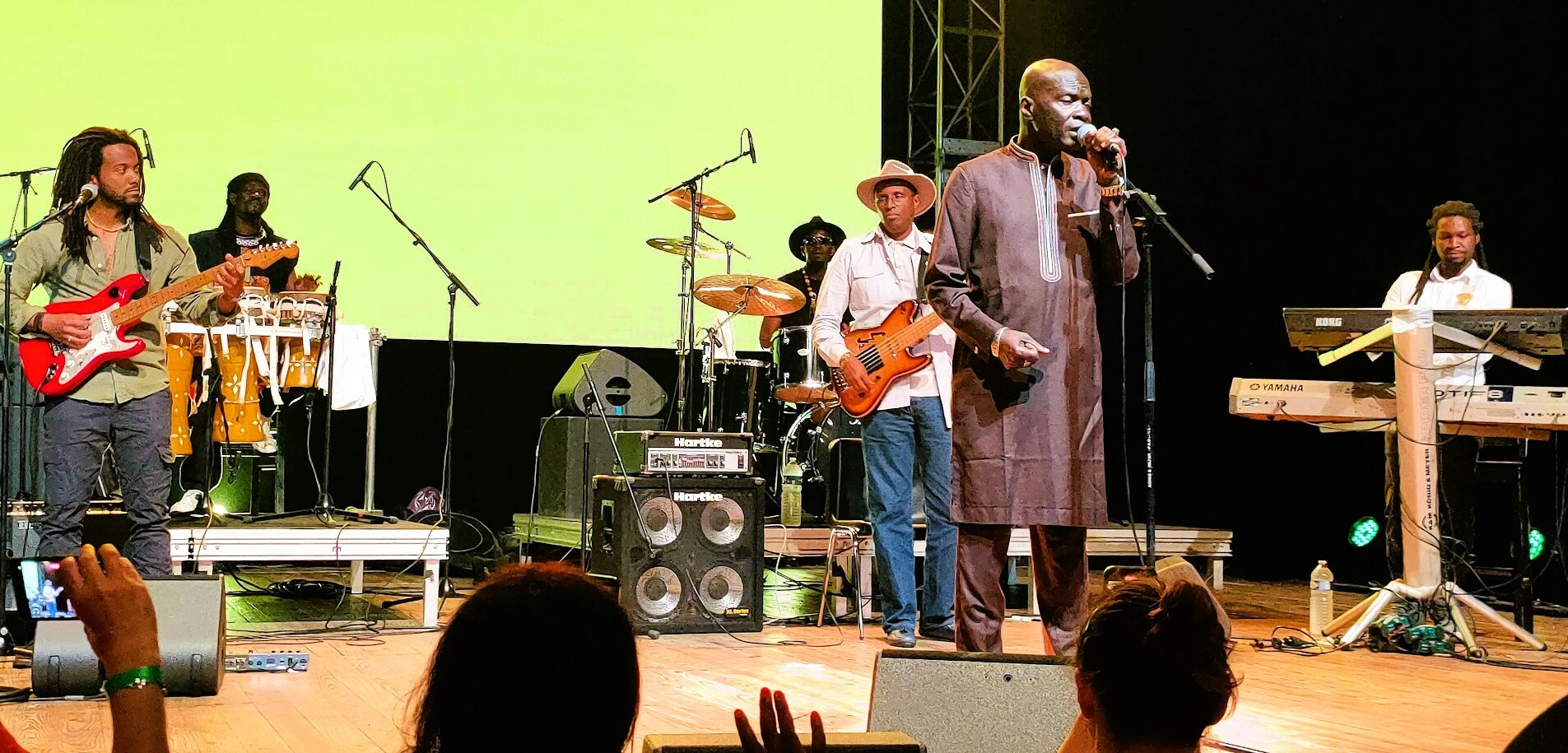
Omar Pene en concert en Mai 2023

- Omar Pene en concert en Mai 20232004 : Concert pour fêter les 30 ans d'existence du groupe « Super Diamono » avec d'anciens comparses de la première heure : Bob Sene, Mamadou Maïga ou Moussa Ngom...

### Concert à Roubaix
En mai 2023, il se produit lors d'une série de concerts en Europe, à la salle Watremez de Roubaix, dans le cadre de la semaine Afrique en ville, organisée par l'association CRAO et la ville de Roubaix.

## Vidéographie
- 2004 : DVD 30 ans Concert « Terrou Bi »[4]

- 1993 : 20e anniversaire - Label : Mélodie - Réf : VHS 38127 8

## Trophées
- 1998 : 
  - « Kora d'or » à Johannesbourg en Afrique du Sud ;
  - élu par CFTV « Meilleur musicien africain » aux États-Unis.

## Ouvrages
Babacar Mbaye DIOP, Omar Pène. Un destin en musique, Fikira, Rouen, 2016, 224 pages. 